# Дадаян, Акоп Степанович
Акоп Степанович Дадаян — советский военный и государственный деятель, генерал-майор.

## Биография
Родился в 1923 году в Баку. Член КПСС.
Окончил Телавское училище зенитной артиллерии, Ленинградскую военную Краснознаменную академию связи имени С. М. Буденного 
Участник Великой Отечественной войны: командир взвода, командир батареи зенитного артиллерийского полка на Сталинградском и 1-м Дальневосточном фронтах
В 1946—1958 — заместитель командира артиллерийского дивизиона, помощник начальника по технической части 46-го стационарного аэродрома ВВС, заместитель начальника по технической части, начальник 203-й отдельной стационарной радиотехнической системы посадки самолётов.
В 1958—1982 — командир авиационного полка ракет Р-5, командир 85-го Гвардейского ракетного Смоленско-Берлинского Краснознаменного полка, заместитель командира Кармелавской ракетной дивизии, командир Островской ракетной дивизии, заместитель начальника Главного инженерного управления Ракетных войск по эксплуатации, заместитель начальника тыла Ракетных войск.
Делегат XXIV съезда КПСС.
Умер в 1992 году в Москве.
Дочь Каринна Акоповна Москаленко (род. 9 февраля 1954, Баку) — адвокат Московской городской коллегии адвокатов.

## Награды
- Орден Ленина (1968)
- Орден Отечественной войны I степени (1985)
- Орден Отечественной войны II степени (1945)
- Орден Красной Звезды (1956)
- Орден «За службу Родине в Вооружённых Силах СССР» 3 степени (1975)